# Университет Мальмё
Университет Мальмё (швед. Malmö universitet , англ. Malmö University) — шведский государственный университет, расположенный в городе Мальмё. Основан в 1998 году. В университете обучаются примерно 24 000 студентов. Ректор университета — Керстин Там. Университет расположен в двух кампусах: Университетский остров (Universitetsholmen) и Университетский госпиталь (Skånes universitetssjukhus, SUS).
Для студентов из ЕС/ЕЭЗ обучение в университете бесплатное.
Средняя плата за обучение для студентов из-за пределов ЕС/ЕЭЗ составляет 106,400 шведских крон в год, в диапазоне от 78,500 до 225,600 шведских крон.

## История
Университет Мальмё основан 1 июля 1998 года. Основой для университета послужили образовательные учреждения, принадлежавшие Лундскому университету и городу Мальмё, в том числе — стоматологическая школа, педагогическая школа и школа медицинских сестёр.

## Ректоры Университета
- Пер-Олоф Глантз (1998—2002)
- Леннарт Олауссон (2002—2011)
- Стефан Бенгтссон (2011—2015)
- Керстин Там (2015- )

## Факультеты
- Факультет здоровья и общества
- Факультет технологии и общества
- Факультет культуры и общества
- Педагогический факультет
- Стоматологический факультет